# Un Poco de Amor
"Un Poco de Amor" je pjesma kolumbijske pjevačice Shakire. Pjesma je objavljena 16. svibnja 1996. godine kao četvrti singl s njenog albuma Pies Descalzos. Pjesmu su napisali i producirali Shakira i Luis F. Ochoa. Snimljena je i portugalska verzija pjesme pod nazivom "Um Pouco de Amor". U pjesmi gostuje reggae pjevač Howard Glasford.

## O pjesmi
U pjesmi Shakira govori kako čeka na nekoga tko je voli. Singl nije bio toliko uspješan kao i prijašnji singlovi s albuma, ali je ipak objavljen na kompilacijama Grandes Éxitos i Colección de Oro.
"Un Poco de Amor" sadrži jedan dio na engleskom jeziku koje pjeva reggae izvođač Howard Glasford. Pjesma se plasirala na 11. poziciji ljestvice Latin Pop Airplay.

## Videospot
Za pjesmu "Un Poco de Amor" snimljen je spot pos redateljskom palicom Gustava Garzóna. Spot prikazuje Shakiru kako pjeva i pleše s ljudima različitih nacija i etničkih grupa.

## Ljestvice
| Ljestvice (1996.)     | Najviša pozicija |
| --------------------- | ---------------- |
| SAD Latin Pop Airplay | 11               |